# К6 (кемберлітова трубка)
Трубка K6 — алмазоносна діатрема в кімберлітовому полі Баффало-Гед-Гіллз у Північній Альберті, Канада. Вважається, що вона утворилася приблизно 85 мільйонів років тому під час пізнього крейдяного періоду, коли ця частина Альберти була вулканічно активною.  Це характерно для розплавів, що виникли з нижньої мантії. 

## Дивіться також
- Список вулканів Канади